# Provincia de Berrechid
La provincia de Berrechid (en árabe: إقليم برشيد, iqlīm Barraxīd; en amazig: ⵜⴰⵙⴳⴰ ⵏ ⴱⴰⵔⵛⵉⴷ) es una provincia de Marruecos, hasta 2015 parte de la región de Chaouia-Ouardigha y actualmente de la de Casablanca-Settat. Tiene una superficie de 2.530 km² y 484.518 habitantes. La capital es Berrechid.

## Geografía
Situada en la llanura de la Chaouia, limita al norte con la región de Gran Casablanca, al oeste con la provincia de El Yadida, al sur con la provincia de Settat y al este con la provincia de Benslimane.

## División administrativa
La provincia de Berrechid consta de 6 municipios y 16 comunas:
| Núcleos de población  | Habitantes              | Habitantes              |
| Núcleos de población  | 2 de septiembre de 1994 | 2 de septiembre de 2004 |
| --------------------- | ----------------------- | ----------------------- |
| Berrechid (M)         | 57.387                  | 92.822                  |
| El Gara (M)           | 16.805                  | 19.099                  |
| Deroua (M)            | 10.266                  | 21.794                  |
| Had Soualem (M)       | 10.311                  | 18.126                  |
| Oulad Abbou (M)       | 10.019                  | 10.748                  |
| Sidi Rahal Chatai (M) | 9.743                   | 13.687                  |
| Sahel Oulad H'Riz     | 29.721                  | 32.769                  |
| Laghnimyine           | 16.344                  | 16.191                  |
| Soualem Trifiya       | 14.524                  | 20.598                  |
| Ouled Ziyane          | 9.471                   | 14.151                  |